# Melinda hunanensis
Melinda hunanensis este o specie de muște din genul Melinda, familia Calliphoridae, descrisă de Chen, Zhang și Fan în anul 1992.
Este endemică în Hunan. Conform Catalogue of Life specia Melinda hunanensis nu are subspecii cunoscute.